# Indy Japan 300
Indy Japan 300 — этап серии IRL IndyCar на трассе Twin Ring Motegi в Мотеги, Япония.
Единственная действующая регулярная гонка «чампкаров» вне Нового света.

## История

### Первые опыты
Впервые высший дивизион «чампкаров» провёл свой этап в Японии в 1966 году. Та гонка была проведена USAC, носила выставочный статус и прошла на Fuji Speedway. Победителем той гонки стал Джеки Стюарт.

### Этап серии CART
CART довольно долго изучал возможность проведения гонки в Японии. После консультаций с FIA в правилах серии появился пункт, что гонки серии вне Северной Америки должны проводиться на трассах овального типа.
Однако, серия всё же провела «неовальный этап» в регионе. Правда местом для него была выбрана Австралия и городская трасса в Серферс-Парадайзе. Планы об этапе в Японии были временно забыты.
В середине 1990-х идея о гонке в Японии возникла вновь и на этот раз была успешно реализована — один из поставщиков серии (компания Honda) договорилась с организаторами чемпионата о проведении этапа на специально построенной трассе. FIA не возражала против проведения соревнования. Первый этап прошёл в 1998-м году.

### Этап серии IRL
В 2003 году, с переходом Honda в IRL, этап переехал в календарь этого чемпионата.
В 2004-м году первую победу в рамках этого соревнования одерживают моторы Honda.
В 2008-м году, одержав победу в японской гонке, Даника Патрик стала первой женщиной-гонщицей, сумевшей выиграть гонку высшего дивизиона «чампкаров».

### Место в календаре
Первые 11 лет проведения соревнования гонка неизменно проходила в начале сезона — весной.
В 2003—2006 годах японская гонка являлась последним этапом серии перед Indy 500. В 2007 году, в интересах телевидения, этап был сдвинут в календаре пропустив вперёд гонку на Kansas Speedway.
В 2008 году гонка в Мотеги стала частью двойного уик-энда ChampCar/IRL. Данное соревнование образовалось из-за того, что не сумев вовремя договориться об объединении серии и не желая терять хотя бы одну из гонок, организаторы пошли на раздвоение этапа.
В 2009 году этап был передвинут а середину сентября — на уик-энд перед Днём почитания старших.

## Победители прошлых лет
| Сезон                                     | Дата                                      | Победитель                                | Шасси                                     | Двигатель                                 | Команда                                   | Отчёт                                     |
| Внезачётная гонка чемпионата USAC (Фудзи) | Внезачётная гонка чемпионата USAC (Фудзи) | Внезачётная гонка чемпионата USAC (Фудзи) | Внезачётная гонка чемпионата USAC (Фудзи) | Внезачётная гонка чемпионата USAC (Фудзи) | Внезачётная гонка чемпионата USAC (Фудзи) | Внезачётная гонка чемпионата USAC (Фудзи) |
| ----------------------------------------- | ----------------------------------------- | ----------------------------------------- | ----------------------------------------- | ----------------------------------------- | ----------------------------------------- | ----------------------------------------- |
| 1966                                      | 9 октября                                 | Джеки Стюарт                              | Lola                                      | Ford                                      | Mecom Racing Team                         | Отчёт                                     |
| Этап чемпионата CART                      |                                           |                                           |                                           |                                           |                                           |                                           |
| 1998                                      | 28 марта                                  | Адриан Фернандес                          | Reynard                                   | Ford-Cosworth                             | Patrick Racing                            | Отчёт                                     |
| 1999                                      | 10 апреля                                 | Адриан Фернандес                          | Reynard                                   | Ford-Cosworth                             | Patrick Racing                            | Отчёт                                     |
| 2000                                      | 13 мая                                    | Майкл Андретти                            | Lola                                      | Ford-Cosworth                             | Newman/Haas Racing                        | Отчёт                                     |
| 2001                                      | 19 мая                                    | Кенни Брак                                | Lola                                      | Ford-Cosworth                             | Team Rahal                                | Отчёт                                     |
| 2002                                      | 27 апреля                                 | Бруно Жункейра                            | Lola                                      | Toyota                                    | Chip Ganassi Racing                       | Отчёт                                     |
| Этап серии IRL IndyCar                    |                                           |                                           |                                           |                                           |                                           |                                           |
| 2003                                      | 13 апреля                                 | Скотт Шарп                                | Dallara                                   | Toyota                                    | Kelley Racing                             | Отчёт                                     |
| 2004                                      | 16 апреля                                 | Дэн Уэлдон                                | Dallara                                   | Honda                                     | Andretti Green Racing                     | Отчёт                                     |
| 2005                                      | 30 апреля                                 | Дэн Уэлдон                                | Dallara                                   | Honda                                     | Andretti Green Racing                     | Отчёт                                     |
| 2006                                      | 22 апреля                                 | Элио Кастроневес                          | Dallara                                   | Honda                                     | Penske Racing                             | Отчёт                                     |
| 2007                                      | 21 апреля                                 | Тони Канаан                               | Dallara                                   | Honda                                     | Andretti Green Racing                     | Отчёт                                     |
| 2008                                      | 20 апреля                                 | Даника Патрик                             | Dallara                                   | Honda                                     | Andretti Green Racing                     | Отчёт                                     |
| 2009                                      | 19 сентября                               | Скотт Диксон                              | Dallara                                   | Honda                                     | Chip Ganassi Racing                       | Отчёт                                     |
| 2010                                      | 18 сентября                               | Элио Кастроневес                          | Dallara                                   | Honda                                     | Penske Racing                             | Отчёт                                     |
| 2011                                      | 17 сентября                               | Скотт Диксон                              | Dallara                                   | Honda                                     | Chip Ganassi Racing                       | Отчёт                                     |

- Рекорд круга в квалификации: Дэн Уэлдон 201.165 м/ч (323.743 км/ч), 2004
- Рекорд круга в гонке: Дэн Уэлдон 166.114 м/ч (267.334 км/ч), 2004